# Cremastopus minimus
Cremastopus minimus là một loài thực vật có hoa trong họ Cucurbitaceae. Loài này được (S.Watson) Paul G.Wilson mô tả khoa học đầu tiên năm 1962.